# Cesuras
Cesuras è un comune spagnolo soppresso, appartenente al comune di Oza-Cesuras, nella comunità autonoma della Galizia.
Cesuras è stato un comune autonomo fino al 6 giugno 2013 quando n'è stata decretata la fusione con Oza dos Ríos per formare il nuovo comune di Oza-Cesuras.